# Muttersprache (Tournee)

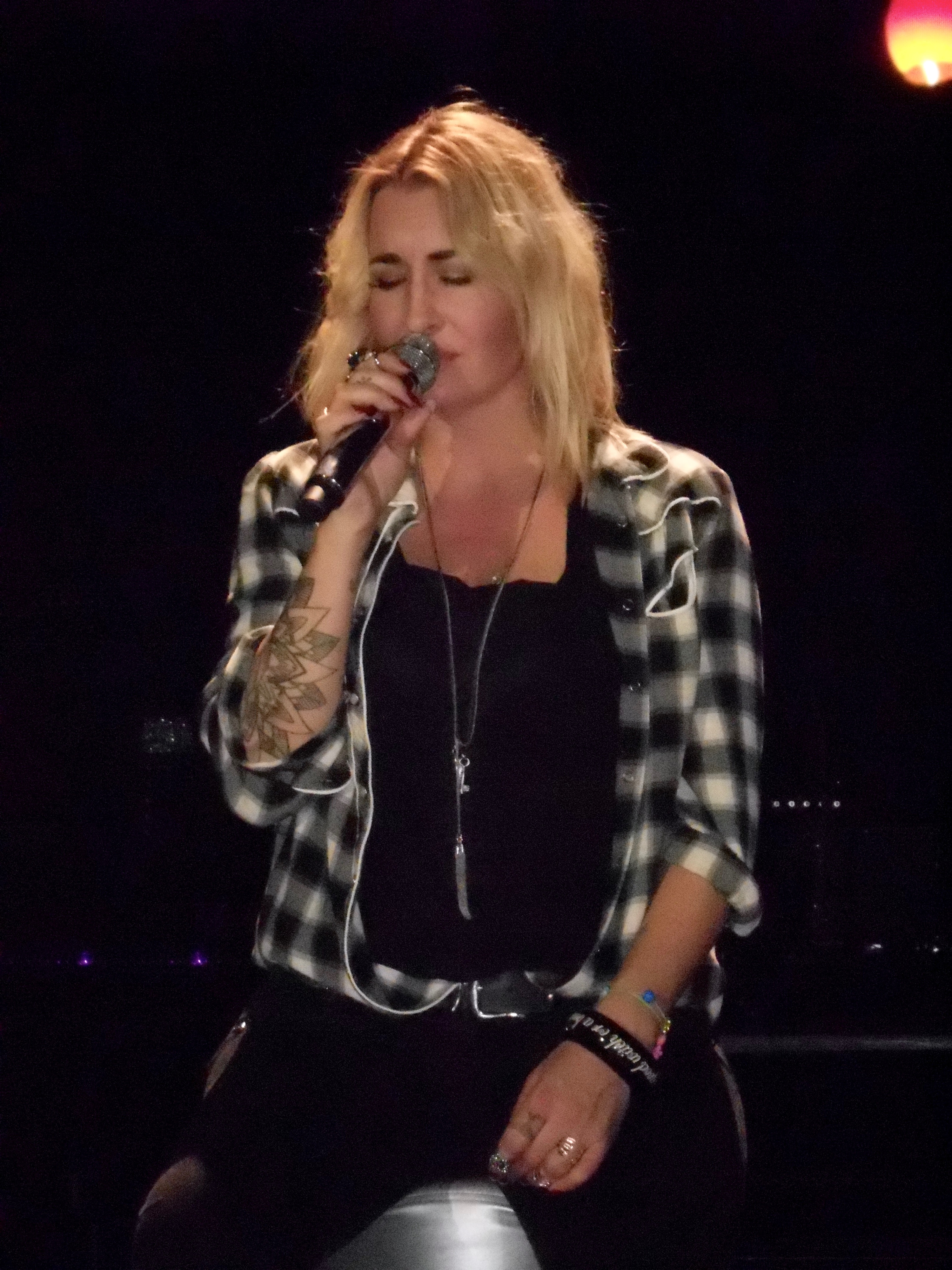
Sarah Connor am 6. März 2016 in Bremen

Muttersprache Live war eine Konzerttournee der deutschen Pop- und Soulsängerin Sarah Connor, die am 1. März 2016 in Berlin begann. Der Tourneeplan beinhaltete 27 Hallenkonzerte in Deutschland und Österreich bis zum 24. März 2017 sowie mehrere Auftritte bei Festivals und Open-Air-Events zwischen Juni und August 2016 sowie zwischen Mai und August 2017.

## Hintergrund und Verlauf
Im Mai 2015 veröffentlichte Sarah Connor mit Wie schön du bist die Vorabsingle des deutschsprachigen Albums Muttersprache. Das Album wurde zu einem Überraschungshit. Die Herbsttournee 2015 war restlos ausverkauft, woraufhin im August 2015 für März 2016 eine größere Hallentour angekündigt wurde.
Für den ersten Teil der Hallenkonzerte wurden laut Veranstalter über 100.000 Tickets verkauft. Das erste Konzert fand vor 10.000 Zuschauern in Berlin statt. Die Shows in Oberhausen und Hannover waren mit rund 11.000 bzw. 4.000 Besuchern ausverkauft. In Berlin und Bremen trat die Sängerin vor rund 10.000 Zuschauern auf, in Hamburg vor rund 8.000 Zuschauern und in den restlichen Städten zwischen 6.000 und 8.000.
Außerdem hatte die Künstlerin angekündigt, nach dem Ende der Hallenkonzerte im Sommer 2016 mehrere Festivals zu besuchen.
Aufgrund der hohen Nachfrage wurden im April 2016 weitere Hallenkonzerte für März 2017 angekündigt. Die geplanten Örtlichkeiten waren zum Teil jene, in denen die 2016er-Tournee stattfand (Bremen, Hamburg, Berlin, Stuttgart). Als neue Städte wurden Leipzig, München und Dortmund genannt. Der Vorverkauf begann am 6. Mai 2016.
Ebenso wie im Jahr zuvor wurde der 2017er-Tour-Teil erneut mit Sommer-Festival-Gigs und Open-Air-Shows erweitert, bei denen Connor als Co-Headlinier fungierte. Außerdem wurden weitere Solo-Konzerte in Halle und Hannover angekündigt.

## Setliste (Frühjahr 2016)
1. Halt mich
2. Anorak
3. Deutsches Liebeslied
4. Versprochen
5. Mit vollen Händen
6. Meine Insel
7. Wenn du da bist
8. Medley (French Kissing / Let’s Get Back to Bed – Boy! / Bounce / From Zero to Hero)
9. Rock with You (Michael-Jackson-Cover)
10. From Sarah with Love
11. Working Day & Night (Meet the Band)
12. Das Leben ist schön
13. Wie geht glücklich?
14. Keiner ist wie du
15. Bedingungslos
16. Kommst Du mit ihr
17. Wie schön du bist
18. Baby Love (Mother’s-Finest-Cover)
19. Mein König
20. Augen auf

Während der Tournee wurden einige Songs umgeändert, so sang Sarah Connor in Berlin und Bremen Skin on Skin und Auf uns (Andreas-Bourani-Cover). In Halle und Lingen widmete Connor den Song Nothing Compares 2 U dem kurz zuvor verstorbenen Sänger Prince.

## Konzerte

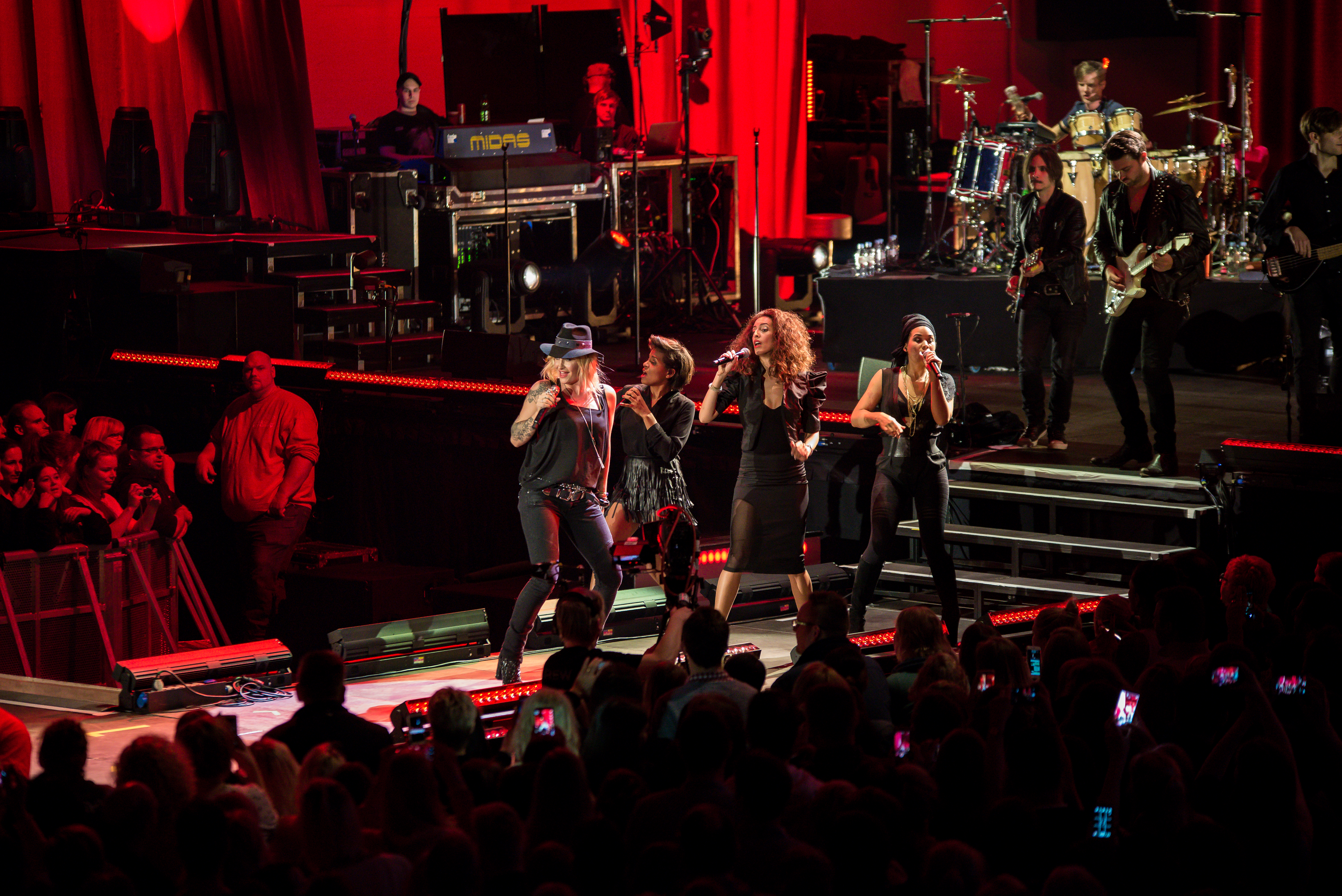
Sarah Connor mit Band in Bremen

| Datum                              | Stadt               | Land                | Veranstaltungsort                                      |
| Hallen-Tournee 2016                | Hallen-Tournee 2016 | Hallen-Tournee 2016 | Hallen-Tournee 2016                                    |
| ---------------------------------- | ------------------- | ------------------- | ------------------------------------------------------ |
| 1. März 2016                       | Berlin              | Deutschland         | Mercedes-Benz Arena                                    |
| 2. März 2016                       | Hannover            | Deutschland         | Swiss Life Hall                                        |
| 3. März 2016                       | Hamburg             | Deutschland         | Barclaycard Arena                                      |
| 5. März 2016                       | Kiel                | Deutschland         | Sparkassen-Arena                                       |
| 6. März 2016                       | Bremen              | Deutschland         | ÖVB-Arena                                              |
| 8. März 2016                       | Köln                | Deutschland         | Lanxess Arena                                          |
| 9. März 2016                       | Trier               | Deutschland         | Arena Trier                                            |
| 10. März 2016                      | Mannheim            | Deutschland         | SAP Arena                                              |
| 12. März 2016                      | Oberhausen          | Deutschland         | König-Pilsener-Arena                                   |
| 13. März 2016                      | Kassel              | Deutschland         | Rothenbach-Halle                                       |
| 14. März 2016                      | Stuttgart           | Deutschland         | Porsche-Arena                                          |
| 16. April 2016                     | Wien                | Österreich          | Wiener Stadthalle                                      |
| 17. April 2016                     | Linz                | Österreich          | TipsArena Linz                                         |
| 19. April 2016                     | Erfurt              | Deutschland         | Messehalle Erfurt                                      |
| 20. April 2016                     | Braunschweig        | Deutschland         | Stadthalle Braunschweig                                |
| 22. April 2016                     | Halle/Westfalen     | Deutschland         | Gerry-Weber-Stadion                                    |
| 23. April 2016                     | Frankfurt           | Deutschland         | Festhalle Frankfurt                                    |
| 24. April 2016                     | Lingen (Ems)        | Deutschland         | EmslandArena                                           |
| Festival- & Open-Air-Konzerte 2016 |                     | Deutschland         |                                                        |
| 24. Mai 2016                       | Herborn             | Deutschland         | Festzelt Herborn (Hessentag Herborn)                   |
| 4. Juni 2016                       | Rastatt             | Deutschland         | Ehrenhof im Schloss Rastatt                            |
| 19. Juli 2016                      | Regensburg          | Deutschland         | Schloss St. Emmeram, Thurn-und-Taxis-Schlossfestspiele |
| 20. Juli 2016                      | München             | Deutschland         | Olympiapark, Tollwood-Festival                         |
| 22. Juli 2016                      | Freiburg            | Deutschland         | Musik-Zelt, Zelt-Musik-Festival                        |
| 28. Juli 2016                      | Saarbrücken         | Deutschland         | Saarmesse                                              |
| 29. Juli 2016                      | Füssen              | Deutschland         | Barockgarten am Festspielhaus                          |
| 30. Juli 2016                      | Balingen            | Deutschland         | Marktplatz Open-Air                                    |
| 3. August 2016                     | Meersburg           | Deutschland         | Schlossplatz Meersburg                                 |
| 10. August 2016                    | Halle (Saale)       | Deutschland         | Freilichtbühne Peißnitzinsel                           |
| 11. August 2016                    | Dresden             | Deutschland         | Filmnächte am Elbufer                                  |
| 12. August 2016                    | Coburg              | Deutschland         | Schloßplatz Coburg                                     |
| 13. August 2016                    | Salzkotten          | Deutschland         | Dreckburg Salzkotten                                   |
| 19. August 2016                    | Wiblingen           | Deutschland         | Klosterhof Wiblingen                                   |
| Hallen-Tournee 2017                |                     |                     |                                                        |
| 14. März 2017                      | Stuttgart           | Deutschland         | Porsche-Arena                                          |
| 15. März 2017                      | Leipzig             | Deutschland         | Arena Leipzig                                          |
| 16. März 2017                      | Düsseldorf          | Deutschland         | Mitsubishi Electric Halle                              |
| 18. März 2017                      | Berlin              | Deutschland         | Mercedes-Benz Arena                                    |
| 19. März 2017                      | Bremen              | Deutschland         | ÖVB-Arena                                              |
| 21. März 2017                      | Dortmund            | Deutschland         | Westfalenhalle                                         |
| 22. März 2017                      | Hamburg             | Deutschland         | Barclaycard Center                                     |
| 23. März 2017                      | Braunschweig        | Deutschland         | Volkswagen Arena                                       |
| 24. März 2017                      | München             | Deutschland         | Olympiahalle                                           |
| Festival- & Open-Air-Konzerte 2017 |                     |                     |                                                        |
| 25. Mai 2017                       | Tenneck             | Deutschland         | xBowl – Arena                                          |
| 1. Juni 2017                       | Hilchenbach         | Deutschland         | KulturPur                                              |
| 2. Juni 2017                       | Hilchenbach         | Deutschland         | KulturPur                                              |
| 24. Juni 2017                      | Liestal             | Deutschland         | Liestal Air Festival                                   |
| 29. Juni 2017                      | Straubing           | Deutschland         | Bluetone                                               |
| 30. Juni 2017                      | Abenberg            | Deutschland         | Burg Abenberg (Festival)                               |
| 1. Juli 2017                       | Mainz               | Deutschland         | Volkspark Mainz                                        |
| 6. Juli 2017                       | Bonn                | Deutschland         | Kunst!-Rasen Festival                                  |
| 7. Juli 2017                       | Halle (Westf.)      | Deutschland         | Gerry-Weber-Stadion                                    |
| 15. Juli 2017                      | Singen (Hohentwiel) | Deutschland         | Hohentwiel-Festival                                    |
| 4. August 2017                     | Klam                | Österreich          | Burg Clam                                              |
| 5. August 2017                     | Schwetzingen        | Deutschland         | Schlossgarten                                          |
| 11. August 2017                    | Hannover            | Deutschland         | Gilde Parkbühne Hannover                               |
| 12. August 2017                    | Schwerin            | Deutschland         | Freilichtbühne Im Schlossgarten                        |
| 18. August 2017                    | Wolgast             | Deutschland         | Schlossinsel Wolgast                                   |
| 25. August 2017                    | Fulda               | Deutschland         | Domplatz Fulda                                         |
| 26. August 2017                    | Bochum              | Deutschland         | Zeltfestival Ruhr                                      |

## Kritik

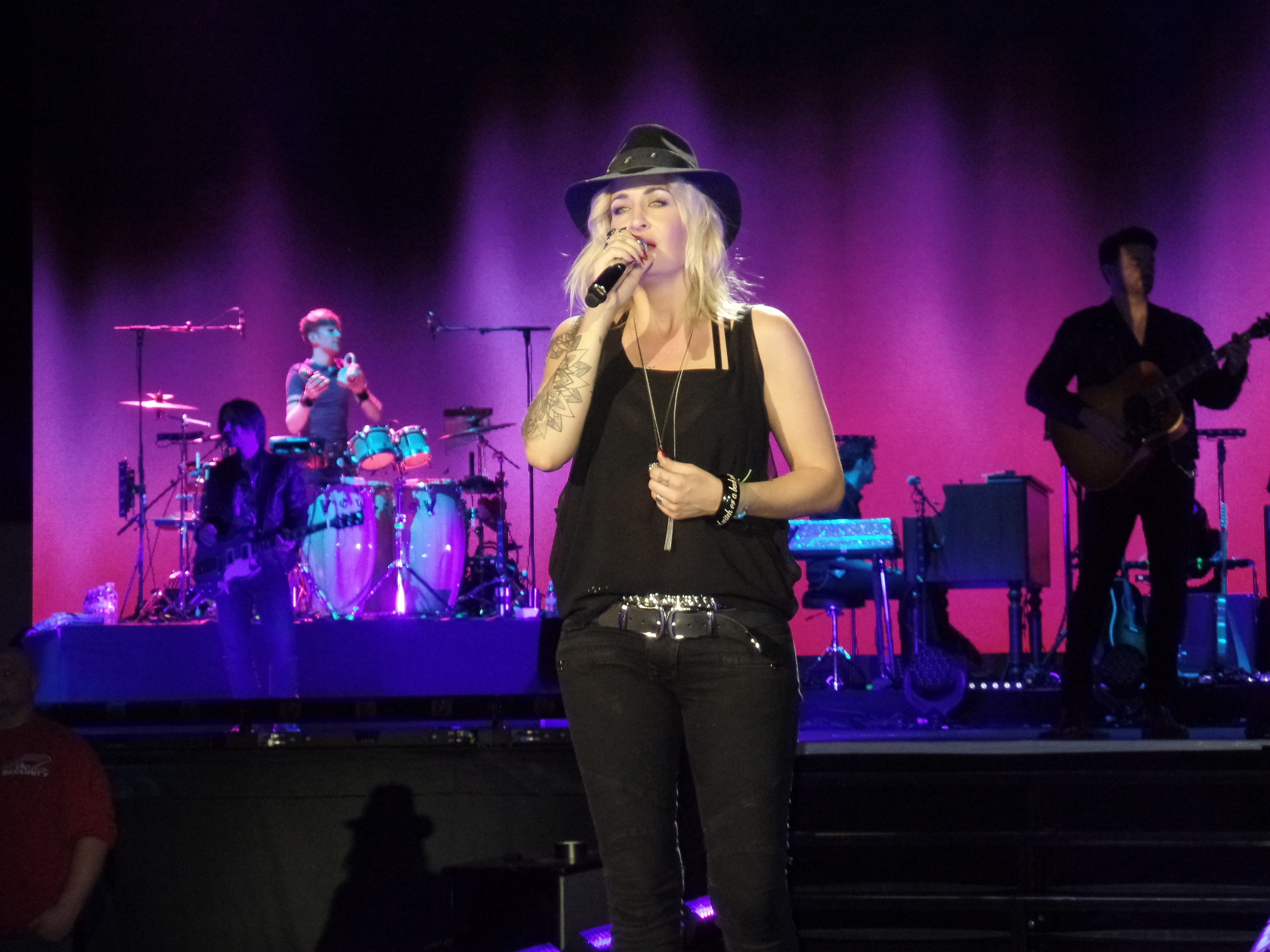
Sarah Connor mit Band

Kritiken für den ersten Abschnitt der Tournee fielen positiv aus. So schrieb die Neue Presse über ihr Konzert in Hannover: „Ganz ohne Glitzerregen und 20 verschiedenen Outfits trat die Sängerin mit der souligen Stimme vor 4.000 Fans in der Swiss-Life-Hall auf. Während die Band nicht immer glänzte, war ihre Stimme durchweg auf den Punkt – zwischen schweren Gefühlen, politischen Statements und spaßiger Tortenschlacht.“ Auch Kristina Bischoff äußerte sich positiv zu dem Hannover-Gig. „Sarah Connor begeistert mit starker Stimme“. Die Hannoversche Allgemeine Zeitung schrieb, sie sei besser als je zuvor. Auch die Eröffnungsshow in Berlin kam durchweg gut bei der Kritik an. Ebenso positiv waren die Kritiken für ihr Konzert in Heimatstadt Bremen. So lobte André Havergo ihren Gesang, aber auch ihre Persönlichkeit, die den Zuschauern das Gefühl geben würde, Sarah Connor sei „auch nur“ einer von ihnen.
„Der Westen.de“ bezeichnete ihre Show in Oberhausen als nachdenklich und nahbar und lobte ihre Sympathie auf der Bühne. Stefan Berndt lobte ihr Konzert in Mannheim, wo sie vor 7.000 Zuschauern sang, und bemerkte, dass sie künstlerisch sehr gereift auftrete. Er nannte sie ein „Meister ihres Faches“. Die Zeitung Die Glocke lobte Connors Konzert in Halle/Westfalen. Sie nannte die Sängerin gegenüber den 7.500 Fans „offen, ehrlich und volksnah“ und bemerkte positiv die Setlist und die große Stimme Connors.